# تيلە كو (سقز)
قرية تيلە كو (بالكردية: تیلەکۆ) هي إحدى القرى التابعة لـتيله کو في ريف قسم زيويه من مقاطعة سقز، في محافظة كردستان الإيرانية.

## السكان
حسب إحصاءات سنة 2006، بلغ إجمالي السكان في تيلە كو 966 نسمة وعدد المساكن 201 مسكن. لغة سكان تيلە كو هي اللغة الكردية و هم من أهل السنة والجماعة والمذهب الشافعي.